# Белагаш (Карагандинская область)
Белага́ш (каз. Белағаш, до 7 октября 1993 года — Хо́рошевское, ранее — Вороши́ловский) — село в Бухар-Жырауском районе Карагандинской области Казахстана, административный центр Белагашского сельского округа.

## География
Населённый пункт расположен на востоке района, на берегу реки Карасу, в 60 километрах (по автодороге) к востоку от районного центра посёлка Ботакара, в 122 километрах к востоку от областного центра города Караганда. Соседние населённые пункты: Керней в 15,8 километрах к северу, Акоре в 21,8 километрах к северо-востоку, Шешенкара в 22 километрах к юго-западу. Транспортное сообщение осуществляется автомобильной дорогой областного значения КМ-11 «Шешенкара—Белагаш—Керней—Семизбуга км 0-80», с выходом на автодорогу республиканского значения А-20 «Караганда—Аягоз—Тарбагатай—Бугаз» в сторону Шешенкара. Высота центра населённого пункта — 601 метров над уровнем моря.

## Население
| Численность населения | Численность населения | Численность населения | Численность населения |
| 1989                  | 1999                  | 2009                  | 2021                  |
| --------------------- | --------------------- | --------------------- | --------------------- |
| 1543                  | ↘1067                 | ↘645                  | ↘545                  |

национальный состав
Процентное соотношение численно-преобладающих национальностей села согласно переписи населения 1989 года:
| Национальность | Процентное соотношение |
| -------------- | ---------------------- |
| казахи         | 41 %                   |
| русские        | 33 %                   |
| другие         | 26 %                   |